# Acaena elongata
Acaena elongata, de la familia de las rosáceas, es la especie tipo del género Acaena.
Es nativa de América, desde México hasta Colombia y Perú. 

## Taxonomía
Acaena elongata fue descrita en 1771 por el naturalista, botánico y zoólogo sueco Carlos Linneo y publicada en Mantissa Plantarum vol. 2, p. 200.

### Etimología
- Acaena: nombre genérico derivado del griego akaina, "espina"
- elongata: epíteto latino, forma femenina de elongatus, "alargado"[3]

## Nombres comunes
Abrojo, cadillo y pegarropa.

## Sinonimia
- Acaena agrimonioides Kunth
- Acaena lappacea Ruiz & Pav.
- Ancistrum elongatum (L.) Poir.
- Ancistrum lappaceum (Ruiz & Pav.) Poir.[5]